# Laogone
Genre
Laogone est un genre d'araignées aranéomorphes de la famille des Linyphiidae.

## Distribution
Les espèces de ce genre se rencontrent en Chine et au Laos.

## Liste des espèces
Selon World Spider Catalog (version 16.5, 19/10/2015) :
- Laogone bai Zhao & Li, 2014
- Laogone cephala Tanasevitch, 2014
- Laogone lunata Zhao & Li, 2014

## Publication originale
- Tanasevitch, 2014 : New species and records of linyphiid spiders from Laos (Araneae, Linyphiidae). Zootaxa no 3841(1), p. 67-89.